# Хохлач (курган)
Курган «Хохлач» — один из памятников сарматского периода, который находится на окраине города Новочеркасска в России. Был открыт в 1864 году во время строительства трубопровода. В кургане был найден Новочеркасский клад.

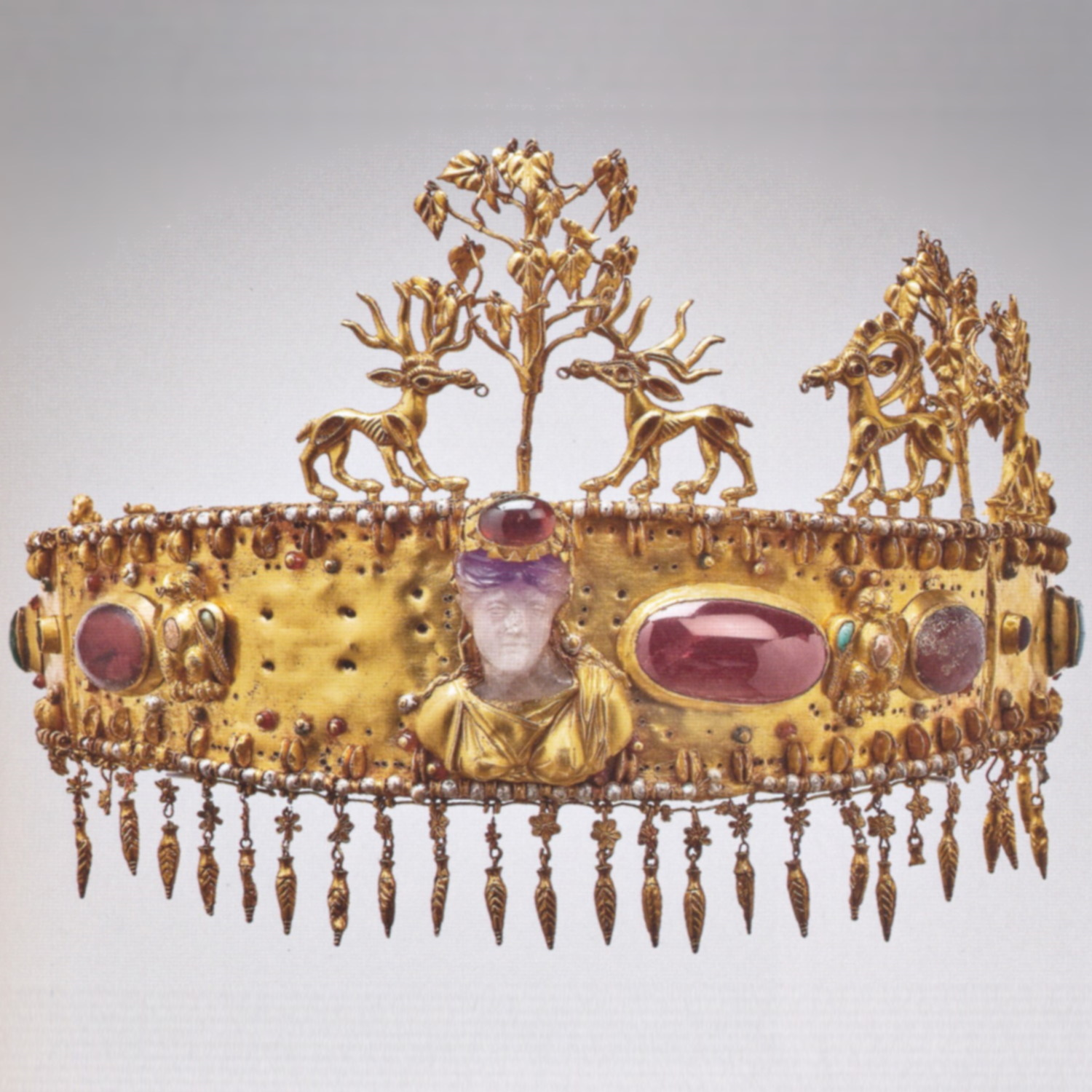
Диадема. Золото, аметистовый кварц, альмандины, гранаты, бирюза, коралл, стекло, жемчуг, смолистая масса. I в. н.э., сарматы. Курган Хохлач (Новочеркасский клад).

## История
При обнаружении кургана и во время проведения раскопок часть золота, которая хранилась в земле, была похищена. Та часть, которой удалось уцелеть, была помещена в золотую кладовую Эрмитажа по приказу Александра II. Часть сокровищ из кургана вероятно была похищена.
Среди обнаруженных артефактов исследователи выделяют диадему, которая украшена 7 деревьями и 6 фигурками животных, посуду, изготовленную из серебра и бронзы, а также некоторые серебряные детали трона. Когда исследователи проводили работы в Соколовой могиле, они обратили внимание на некоторую схожесть артефактов, представленных в кургане Хохлач и в Соколовой могиле — там содержалось одинаковое количество бляшек в виде четырехлепестковых розеток со вставками, их было по 28 штук. Узоры, обнаруженные в Соколовой могиле, были реконструированные, что позволяет думать о реконструкции некоторых деталей из кургана. Подобные золотые нашивные бляшки — распространенные скифо-сарматские украшения того периода.
Известно, что исследования проводились Р. И. Авиловым, В. Г. Тизенгаузеном. Предположительно, многие потенциальные артефакты в кургане так еще и не были найдены. В других курганах, созданных предположительно в этот же период, всегда обнаруживают амфоры, которые могли бы указать на точную дату основания кургана. Но в этом кургане они не были найдены.
В 2011 году вышла в свет монография доктора исторических наук Ирины Петровны Засецкой «Сокровища кургана Хохлач. Новочеркасский клад». В издании представлены фотографии сарматских диадем, венцов, корон, браслетов, посуды из серебра и бронзы.